# Милыбулак
Милыбулак (каз. Милыбұлақ) — село в Каркаралинском районе Карагандинской области Казахстана. Входит в состав Кайнарбулакского сельского округа. Код КАТО — 354861300.

## Население
В 1999 году население села составляло 228 человек (128 мужчин и 100 женщин). По данным переписи 2009 года, в селе проживало 195 человек (107 мужчин и 88 женщин).